# Je m’appelle Hélène
Je m’appelle Hélène — третий студийный альбом французской актрисы и певицы Элен Ролле. Выпущен в 1993 году во Франции и имел широкий успех. Во Франции было продано более 700 тыс. копий альбома.

## Список композиций
- 01 — Je m’appelle Hélène
- 02 — Dans les yeux d’une fille
- 03 — Le secret d’Emilou Haley
- 04 — Et si un garçon
- 05 — C’est trop dur d'être une fille
- 06 — Amour secret
- 07 — Le train du soir
- 08 — Une fille et un garçon
- 09 — Je veux
- 10 — Je pars

## Чарты и сертификации
Песня «Je m’appelle Hélène» из этого альбома, попала во французский чарт.

| Чарт (1993–94)      | Место |
| ------------------- | ----- |
| French Albums Chart | 5     |

| Страна/Территория         | Сертификация |
| ------------------------- | ------------ |
| Швейцария(IFPI Швейцария) | Золотой      |